# Laboratoire de biométrie et biologie évolutive
Le Laboratoire de Biométrie et Biologie Évolutive (LBBE) est une unité de recherche en écologie, génétique des populations, biologie évolutive et biologie moléculaire dont le siège est situé à Villeurbanne, dans le département du Rhône.
Le laboratoire travaille sous plusieurs tutelles : le CNRS (UMR 5558), l'université Claude-Bernard-Lyon-I, l'Inria et VetAgro Sup.
Les études sont effectuées par trois départements (« Biomaths-Santé », « Écologie Évolutive » et « Génétique et Génomique Évolutives ») formant au total onze équipes.